# Jan Kazimierz Denhoff
Jan Kazimierz Denhoff (né le 6 juin 1649 à Varsovie, en Pologne, et mort le 20 juin 1697 à Rome) est un cardinal polonais du XVIIe siècle.

## Biographie
Jan Kazimierz Denhoff est né en tant que fils du courtisan royal, Teodor Denhoff et Katarzyna Franciszka von Bessen. Le roi de Pologne - Jean II Casimir Vasa, l'ancien cardinal, est devenu le parrain du futur cardinal.
En 1666, à l'âge de 17 ans, il fut fait abbé de l'abbaye de Mogiła, il étudie à Paris. Il est chanoine à Gniezno et archidiacre à Varsovie. Le roi Jean III Sobieski l'envoie à Rome, pour inciter le pape Innocent XI (1676-1689) à participer plus activement à la ligue contre les Turcs.
Le pape lui demande de rester à Rome et Denhoff exerce diverses fonctions au sein de la Curie romaine, notamment au Tribunal suprême de la Signature apostolique. Il est ministre de la Pologne auprès du Saint-Siège.
Le pape Innocent XI le crée cardinal lors du consistoire du 2 septembre 1686 et il est nommé évêque de Cesena en 1687.
Le cardinal Denhoff est camerlingue du Sacré Collège en 1695 et 1696. Il participe au conclave de 1689, lors duquel Alexandre VIII est élu pape, et à celui de 1691 (élection d'Innocent XII).
Le cardinal Denhoff meurt à Rome le 20 juin 1697 à l'âge de 48 ans.

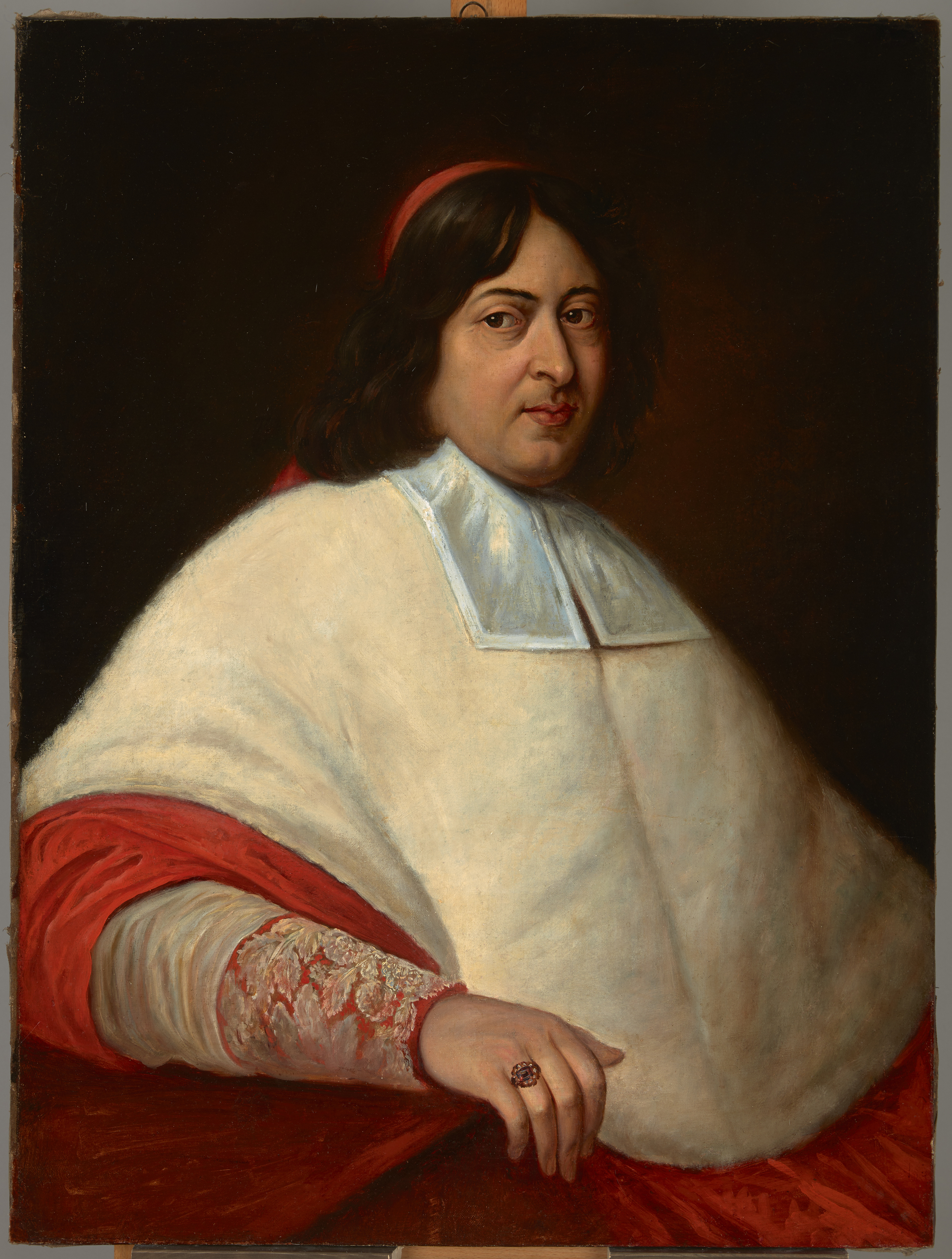
Portrait du cardinal Jan Kazimierz Denhoff, 1694, Musée national de Cracovie
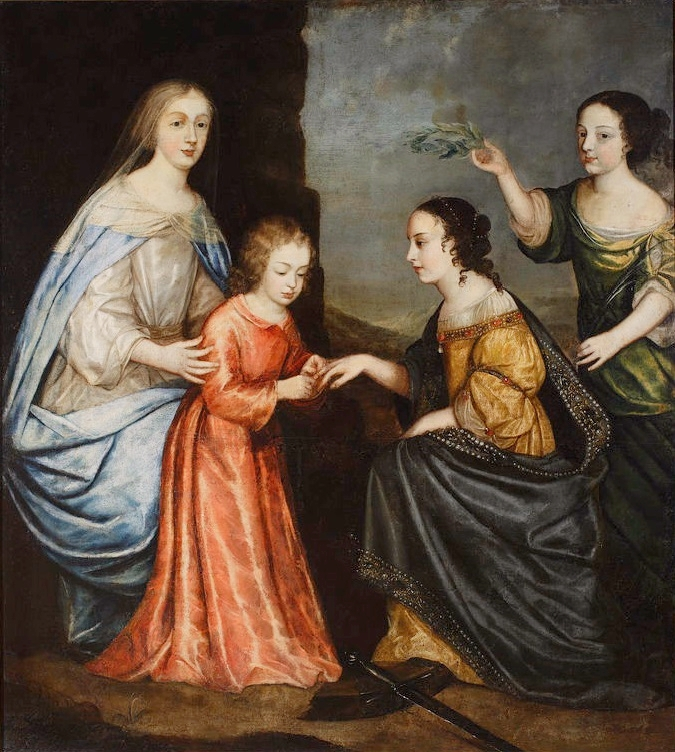
Mariage mystique de sainte Catherine par cercle de Peter Danckerts de Rij, vers 1659

### Sources
- Fiche du cardinal Jan Kazimierz Denhoff sur le site fiu.edu